# I musicanti di Brema (film 1969)
I musicanti di Brema (in russo Бременские музыканты?, Bremenskie muzykanty) è un film d'animazione musicale sovietico del 1969 tratto dall'omonima favola dei fratelli Grimm.
La versione in vinile della musica composta da Gennadij Gladkov, che introduceva elementi di rock and roll, fece registrare una tiratura di 28 milioni di copie in due anni.